# Christiane Jaccottet
Christiane Jaccottet (Losanna, 18 maggio 1937 – Rivaz, 26 ottobre 1999) è stata una pianista e clavicembalista svizzera.
Ha realizzato con diverse case discografiche oltre 100 incisioni e ha insegnato al Conservatorio di Ginevra dal 1975 fino alla sua scomparsa.
Figlia d'arte, aveva iniziato già dall'età di quattro anni lo studio del pianoforte, proseguendo poi al Conservatorio di La Chaux-de-Fonds e in seguito all'Accademia Musicale di Vienna. 
Perfezionatasi sotto la guida di Gustav Leonhardt, a 20 anni vinse un premio messo in palio dal consorzio televisivo ARD di Monaco di Baviera.
Nel 1964 vinse il premio come solista presso la Swiss Music Society e nel corso dell'anno successivo quello del primo concorso internazionale di musica a Bruges, in Belgio.
I tour di Christiane Jaccottet l'hanno vista esibirsi e incidere per le maggiori case discografiche negli Stati Uniti, in Canada, in molte località europee e in Australia. Sono ricordate numerose partecipazioni dell'artista ai principali festival musicali internazionali.
Tra i suoi collaboratori: Heinz Holliger, Aurèle Nicolet, Michel Corboz e Frank Martin.